# Albert Funk (Politiker)

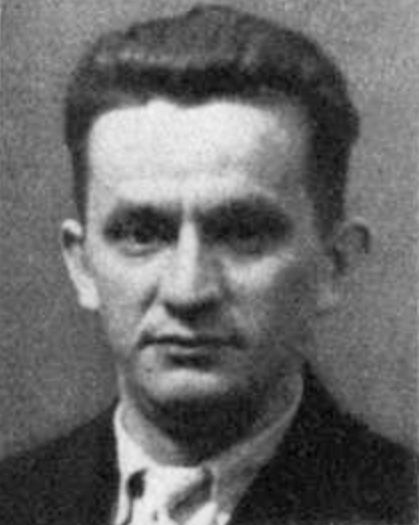
Albert Funk (um 1924)

Albert Albin Funk (* 15. Oktober 1894 in Zwickau; † 27. April 1933 in Recklinghausen) war ein deutscher Politiker und Widerstandskämpfer.

## Leben
Albert Funk stammte aus einer Bergarbeiterfamilie. Nach einer Zeit als Hilfsarbeiter wurde er selbst Bergmann. Im Jahr 1913 schloss er sich der Bergarbeitergewerkschaft an. Während des Ersten Weltkrieges leistete er zunächst Kriegsdienst, ehe er 1917 als Bergarbeiter reklamiert wurde und in Zwickau arbeitete. Im Jahr 1918 trat er der USPD bei.
Er kam 1918 als Bergarbeiter nach Ahlen in Westfalen. Funk wurde Funktionär der Union der Hand- und Kopfarbeiter. Auf seiner Zeche wurde er Betriebsratsvorsitzender und leitete während des Kapp-Putsches den örtlichen Aktionsausschuss. Von seinem Arbeitgeber entlassen, erzwangen Proteste der Belegschaft seine erneute Anstellung. Er war später Leiter der KPD-Ortsgruppe Herringen und Vorsitzender des Betriebsrates der Zeche Heinrich-Robert.
Im Jahr 1929 wurde er vom Alten Verband ausgeschlossen und hauptamtlicher Funktionär der kommunistischen Revolutionären Gewerkschafts-Opposition. Er wurde Mitglied der Reichsleitung dieser Organisation und war seit 1930 zuständig für die Betriebsrätearbeit.
Funk wurde am 14. September 1930 in den Reichstag gewählt, dem er bis 1932 angehörte. Im Januar 1931 wurde er Vorsitzender des Einheitsverbandes der Bergarbeiter Deutschlands als Teil der RGO. Im November 1932 übernahm er die Leitung des Unterbezirkes Dortmund der KPD.
Nach der Machtergreifung der Nationalsozialisten wurde Funk am 16. April 1933 in Dortmund verhaftet, am 27. April in das Polizeipräsidium Recklinghausen überführt, dort verhört und misshandelt.
Für das Landgericht Bochum stand im Oktober 1949 zweifelsfrei fest, „daß sich F.[unk] unter dem Einfluß der erlittenen physischen und psychischen Qualen aus dem 3. Stockwerk des Polizeipräsidiums in den Hof stürzte.“ Funk überlebte den Sturz schwer verletzt und starb am gleichen Tag im Prosper-Hospital. Das Bochumer Gericht verurteilte 1949 den für die Vernehmung verantwortlichen Gestapo-Beamten wegen Verbrechens gegen die Menschlichkeit, Aussageerpressung und Körperverletzung im Amt in je 46 Fällen zu zwölf Jahren Zuchthaus.

## Ehrungen

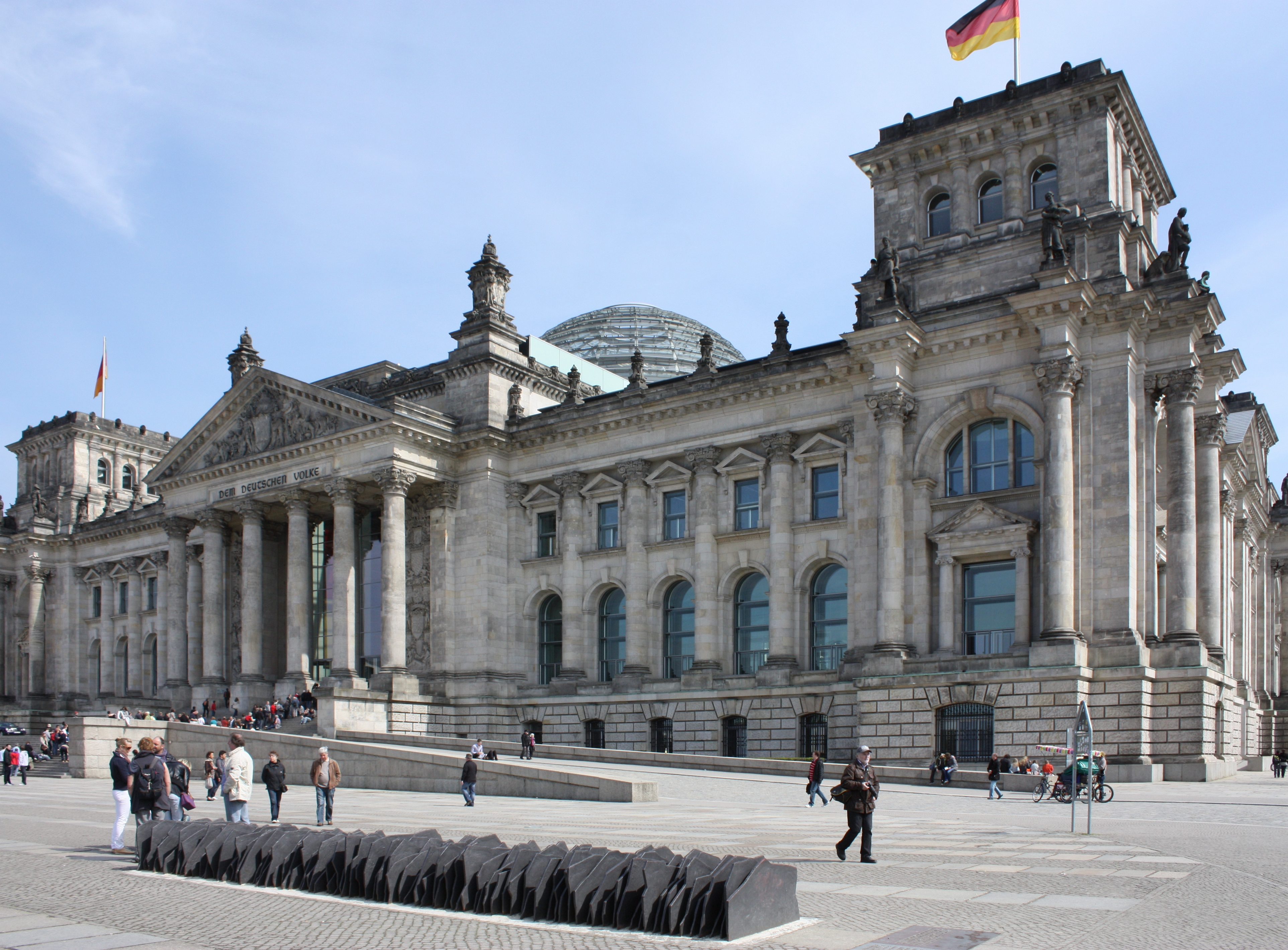
Gedenktafeln am Reichstag

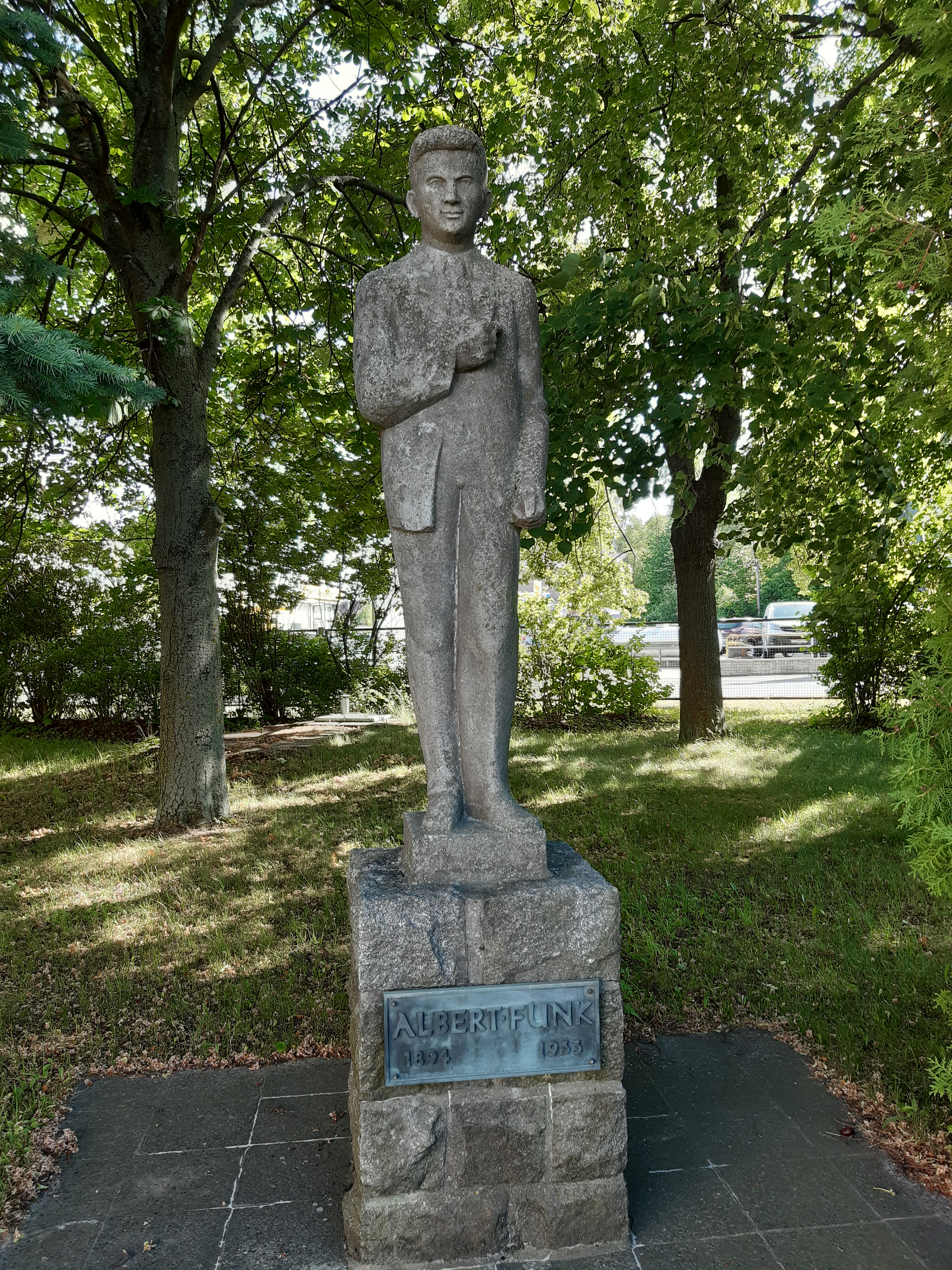
Denkmal für Albert Funk in Freiberg/Sa.

- In der DDR existierte bis 1990 das Bergbau- und Hüttenkombinat „Albert Funk“ Freiberg, welches im Erzbergbau, der -verarbeitung und -verhüttung tätig war. Die angeschlossene BSG und die Betriebsberufsschule trugen ebenfalls Funks Namen. Am heutigen BSZ für Technik und Wirtschaft „Julius Weisbach“ erinnert ein Denkmal an Albert Funk.
- In der Zwickauer Albert-Funk-Straße befand sich bis 2004 die Grundschule „Albert Funk“.
- In Stralsund gab es die Betriebs-Berufsschule „Albert Funk“ des VEB Erdöl-Erdgas Grimmen.
- Nach Albert Funk wurden im Auer Stadtteil Zelle, im Freiberger Donatsviertel, im nahen Halsbrücke, im Hammer Stadtteil Herringen, in Oelsnitz/Erzgeb. sowie im Zwickauer Stadtteil Eckersbach Straßen benannt.
- Seit 1992 erinnert in Berlin in der Nähe des Reichstags eine der 96 Gedenktafeln für von den Nationalsozialisten ermordete Reichstagsabgeordnete an Albert Funk.
- Seit 2018 erinnert im Hof des Polizeipräsidiums Recklinghausen ein Stolperstein an Albert Funk.